# ワイルド・ギース (映画)
『ワイルド・ギース』（The Wild Geese）は、1978年制作・公開のイギリス映画。原作はダニエル・カーニー。

## 概要
第二次世界大戦後のアフリカを舞台に、国家や主義・理想ではなく金のために戦場へ身を投じる傭兵たちを描く。基本的にフィクションだが、主人公のフォークナー大佐のモデルは実在の傭兵マイク・ホアーであり、ホアーは本作のミリタリーアドバイザーも務めている。また出演した俳優のうち、トッシュ・ドナルドソン軍曹役のイアン・ユール（Ian Yule）はホアーの下で戦った本物の傭兵であった。さらに傭兵役俳優のうち4人はアフリカ生まれで、2人は捕虜となった経験もあり、ほとんどが十分な軍隊経験があった。 ドラマティックなストーリーや迫力のある戦闘シーンなども相まって、傭兵物戦争映画の傑作として評価されている。

## ストーリー
元傭兵隊長のアレン・フォークナー大佐は、イギリス人富豪のマターソン卿から、アフリカ某国の前大統領ジュリアス・リンバニの救出を依頼される。リンバニは、2年前にフォークナーを雇ったカリスマ的民族指導者であったが、クーデターによって捕らえられ、幽閉中の身であった。銅鉱山の利権を得るため、マターソンは独裁政権打倒をもくろんだのである。
依頼を受けたフォークナーはまず、天才的作戦参謀で一人息子と画商を営むレイファーと仕事にあぶれマフィアの使い走りで糊口をしのぐ女好きだがあらゆる飛行機を飛ばせるショーンの2人を仲間に引き入れ、更にショーンのつてでショーンと同じく職を失い失意と困窮に喘いでいた元南アフリカ治安警察官でボウガンの使い手でもあるピーターを仲間に加える。フォークナーは3人を中核とし、マターソンの代理人曰く「実に法外な…」報酬と引換えに、戦友やオーディションにより50人の救出部隊を編制する。フォークナーの旧友で今は退役し妻と薔薇の育成を趣味とする特務曹長のサンディ、元空挺隊員のトッシュ、元高地連隊隊員のジョック、元衛生兵のウィッティ、高額報酬目当てに志願したジェシー･･･。あるいは金のため、あるいは現状に倦み冒険を求めて志願した彼らは、サンディの指揮のもと厳しい再訓練を経て、一流の戦争プロフェッショナルへと変貌する。そしてクリスマスに作戦決行。黎明、高度7,500mを飛行するC-130より自由パラシュート降下で潜入したフォークナーたちは、リンバニが監禁されている兵舎をボウガン・青酸ガス等を用い襲撃・殲滅、見事救出に成功する。
一方、脱出点の空港を制圧したショーンらの目の前で一度は着陸し、離陸位置へ方向転換した迎えのC-130は、急に出力を上げると増速し離陸、救出部隊を置去りにしてしまう。秘密裏に独裁政権と交渉、銅鉱山の利権を得ることに成功し、逆にリンバニや救出部隊の存在が邪魔となったマターソンが裏切ったのだ。退路を断たれたフォークナーたちの逃避行が始まった。
奪取した車両によって一行は南部にあるリンバニの出身地であるカリマ村へ向かうが、その道中、独裁政権部隊の攻撃機が一行を発見し、空襲。10名以上の傭兵達が戦死する。空襲によってフォークナー、リンバニ、ピーター、ジェシー、ウィッティの5名はレイファー、ショーンらと分断されて車両も破壊されてしまったことからやむなくレイファーらを先行させ、徒歩で移動を図る。そんな彼らを独裁政権部隊は執拗に追跡。休息をとっていた隙をつかれて襲撃されたフォークナー一向はウィッティの奮闘で窮地を脱するが引き換えにウィッティは戦死。さらに追跡部隊との戦闘を繰り広げながら道を進む一行だったが、道中待ち伏せを受け、ピーターが被弾、戦死する。なんとかレイファーらと合流を果たし、リンバニの故郷に辿り着いたフォークナーたちは近隣部落の指導者に決起を促し、内戦を勃発させることにより脱出を図ろうとするが、時期尚早と挫折する。
そんな中、レイファー旧知の宣教師より、村はずれの飛行場にDC-3（作中では英名称のダコタ）が放置してあることを聞き及ぶ。ショーンが調査すると、なんとか飛べそうなため脱出を決意。その間に追跡部隊が襲来し、フォークナー一行と激しい戦闘になる。激しい攻撃に次々と倒れる傭兵達。激しく銃弾が飛び交い、サンディらが戦死する中、傭兵たちはリンバニをなんとか機内に収容しようとするが直前で彼は被弾してしまう。遂に離陸のためタキシングを始めたDC-3に、周辺防御していた傭兵達が駆け寄り、滑走する機体へ次々に飛び乗る。援護のために機関銃射撃を行って最後まで残っていたレイファーとジョックだったがジョックは乗り込もうとした瞬間に被弾。更にレイファーは飛び乗ろうとした刹那、脚に被弾し、フォークナーが必死に引き上げようと手を差し伸べるが外れてしまう。離陸をやり直す余裕のないなか、肉薄する追跡部隊の捕虜になれば拷問の末に虐殺されることは必至であったため、隻脚のレイファーはフォークナーに射殺してくれと懇願する。断固拒否するフォークナーであったが、脱出機との距離はますます離れてしまい、ついに息子の将来を哀願するレイファーにUZIサブマシンガンを発射する。
ようやく離陸に成功したDC-3だが、ジョックら重傷者の死亡が相次ぎ、ショーンの命令により重量軽減のため投棄される。燃料切れのためエンジン一機が停止し、片肺飛行を続けながら一路南へ…。ローデシアを目指すDC-3に、管制塔より領空への進入を拒否、越境すれば待機中の空軍機に撃墜させる旨の警告無線が入る。リンバニが搭乗していると緊急着陸を要請するショーンだが、再び拒否される。フォークナーは搭乗の証拠を求め、リンバニはコンゴ危機に際し、周辺諸国との秘密会談の内容を政府に伝えるよう口述し、絶命する。燃料が尽きる寸前、緊急着陸を許された脱出機には13名の生存者が残った。
数か月後、ロンドンの自宅で来客を送り出したマターソンの前に、フォークナーが現れる。遺族のため、隠し金庫の現金50万ドルを奪取したフォークナーは、マターソンの非道を淡々と述べた後、サプレッサー付き拳銃で射殺する。寄宿学校のレイファーの遺児を訪ねたフォークナーは、校庭を歩みながら「父さんの話をしよう。」と語りかけるのであった。

## 出演
| 役名                         | 俳優                       | 日本語吹替                                                   | 日本語吹替 |
| 役名                         | 俳優                       | テレビ朝日版                                                 |            |
| ---------------------------- | -------------------------- | ------------------------------------------------------------ | ---------- |
| アレン・フォークナー大佐     | リチャード・バートン       | 田口計                                                       |            |
| ショーン・フリン中尉         | ロジャー・ムーア           | 広川太一郎                                                   |            |
| レイファー・ヤンダース大尉   | リチャード・ハリス         | 前田昌明                                                     |            |
| ピーター・コエジー中尉       | ハーディ・クリューガー     | 中田浩二                                                     |            |
| エドワード・マターソン卿     | スチュワート・グレンジャー | 真木恭介                                                     |            |
| ジュリアス・リンバニ前大統領 | ウィンストン・ヌショナ     | 村越伊知郎                                                   |            |
| ジェシー・ブレイク軍曹       | ジョン・カニ               | 森功至                                                       |            |
| サンディ・ヤング曹長         | ジャック・ワトソン         | 雨森雅司                                                     |            |
| ジョーガーガン神父           | フランク・フィンレイ       | 北村弘一                                                     |            |
| アーサー・ウィッティ衛生兵   | ケネス・グリフィス         | 増岡弘                                                       |            |
| トーマス・バルフォア         | バリー・フォスター         | 日高晤郎                                                     |            |
| ジョック・マクタガート軍曹   | ロナルド・フレイザー       | 上田敏也                                                     |            |
| トッシュ・ドナルドソン軍曹   | イアン・ユール             |                                                              |            |
| ラシュトン                   | パトリック・アレン         |                                                              |            |
| ヘザー                       | ロザリンド・ロイド         |                                                              |            |
| ソニー・マルティネッリ       | デヴィッド・ラッド         | 石丸博也                                                     |            |
| エミール・ジャンダース       | ポール・スパリアー         |                                                              |            |
| ミスター・マーティン         | ジェフ・コーリー           |                                                              |            |
| サミュエルズ                 | ブルック・ウィリアムズ     |                                                              |            |
| キース                       | パーシー・ハーバート       |                                                              |            |
| エスポジート                 | グリン・ベイカー           |                                                              |            |
| ソニーのガールフレンド       | アンナ・ベルイマン         |                                                              |            |
| 不明 その他                  |                            | 徳丸完 向殿あさみ 弥永和子 石森達幸 緒方敏也 清川元夢 国坂伸 |            |
|                              |                            |                                                              |            |
| 演出                         |                            | 春日正伸                                                     |            |
| 翻訳                         |                            | 鈴木導                                                       |            |
| 調整                         |                            | 佐藤良助                                                     |            |
| 効果                         |                            | PAG                                                          |            |
| 選曲                         |                            | 東上別符精                                                   |            |
| 制作                         |                            | 日米通信社                                                   |            |
| 初回放送                     |                            | 1980年4月6日 『日曜洋画劇場』 21:00-23:24 本編約125分        |            |

※日本語音声は東北新社発売のDVDには未収録、株式会社アネック発売のDVD、ブルーレイに収録されている。
※字幕翻訳：野中重雄。

## スタッフ
- 監督：アンドリュー・V・マクラグレン
- 原作：ダニエル・カーニー
- 制作：ユアン・ロイド
- 脚本：レジナルド・ローズ
- 撮影：ジャック・ヒルデヤード
- 音楽：ロイ・バッド
- オープニングタイトルデザイン：モーリス・ビンダー
- 主題歌：ジョアン・アーマトレーディング
- 共同提供：松竹、ジョイパックフィルム
- 日本配給：富士映画

## 日本公開
日本では1978年に公開された。公開に先立ちラジオ番組とのタイアップで、新宿住友ビルの壁面（16m×20m）に映画のダイジェスト版を投影するイベントが行われた。